# Tupaia de Horsfield
La tupaia de Horsfield (Tupaia javanica) és una espècie de tupaia de la família dels tupàids. Aquesta tupaia és endèmica d'Indonèsia.